# ピーマン白書
『ピーマン白書』（ピーマンはくしょ）は、1980年10月4日から同年11月22日の毎週土曜日20:00 - 20:54にフジテレビ系（ただし一部系列局除く）で放送されたテレビドラマ。

## 概要
校長の口癖である「お前たち、小学校からやり直せ!」という言葉を本気にした杉並八中3年3組の生徒25人が集団で中学校を脱走して、生徒たちの説得に失敗して一緒に行動することとなってしまった担任らと共に、自分たちを受け入れてくれる小学校を求めて旅に出て、その旅先におけるさまざまな葛藤や人々との出会いを描いた内容の学園ドラマ。
元々『漂流教室』（楳図かずお作）をドラマ化する計画だったが、諸事情により本作品が企画された。
番組名にある「ピーマン」は「頭の中身が空っぽ」であることを比喩する当時の流行語から取られている。当時は『熱中時代』（日本テレビ系）や『3年B組金八先生』（TBS系）などといった学園ドラマがブームとなっていて、本作もそういった潮流の中で制作された。
しかし、同じ放送時間帯に『8時だョ!全員集合』（TBS系）という強力な裏番組があったことも影響して、初回の視聴率が5%台、第2回からは同じ裏番組である『国際プロレスアワー』（東京12チャンネル）の視聴率をも下回る2%台という極端な低視聴率を記録し続けたために、放送開始からわずか1ヶ月で番組の打ち切りが決定し、当初は全26回放送の予定が最終的には全9回にまで大幅に短縮された。
本放送時には第5回の翌週に最終回となる第9回を放送し、計6回を放送したのみで終了し、第6 - 8回は未放映となった。なお、本放送中に臨時の特別番組を2本放送したために、計6回を放送するのに8週間の期間を要している。初回から最終回までの日数はわずか50日という短さは、当時はキー局製作レギュラー番組としての史上最短記録で、同じフジテレビ系列の『自信回復TV 胸はって行こう!』（2002年10月 - 11月）まで22年間破られなかった。
放送終了から4ヶ月後となる1981年3月9 - 13日の各日深夜に、第1話の再放送および、本放送時に未放映となった第6 - 8回の初放送、最終回（第9回）の再放送が行われた。
脚本には佐々木守を中軸として、作家の橋本治も参加している。
教頭役である岸田森が毎回のように劇中で変装するのも特色で、岸田森は第3回では旧日本兵に扮し、第4回では女装や赤いふんどし一丁姿までも披露した。ロケーションは静岡県富士宮市で行われ、富士宮市立北山小学校など富士宮市内の小学校の校門の学校名は架空のものに取り替えて使用された。
集団脱走生徒役には後に声優として活動していく冨永みーなやアイドルとして売り出していた比企理恵、かつて『小さなスーパーマン ガンバロン』に出演していた安藤一人・河端未和、『透明ドリちゃん』主演の柿崎澄子、『俺はあばれはっちゃく』のヒロイン・宮村ヒトミ役だった早瀬優香子、『金八先生』でも生徒役だった土屋到・長谷川純代などがいた。
現在までに番組全編の再放送やビデオ化は1回もされていない。2005年5月28日から同年6月3日に行われたイベント「テレビマンユニオンレトロスペクティブ「スゴバン」」内で一部の回が上映されたことがある。

## 出演
- 夏目三太郎 - 坂井裕一
杉並八中3年3組担任。担当教科は生物で、北海道の畜産大学を卒業した独身者。熱血漢だがおっちょこちょいで、また教師としての使命感をあまり持っていない面が見受けられる。教育界が抱える矛盾などの問題にもさほど関心を示していない。第1回で集団脱走した自学級の生徒の説得に失敗して自身の考えを改め、彼らに同伴して全国を旅することとなる。
この役を演じた坂井裕一は当時俳優として活動しており、この作品の年には「カタカナの人生」というシングルレコードをリリースしているが、本作以外の出演作品に関しては確認されていない。
- 森武士 - 中条静夫
杉並八中校長。頑固な性格で、中学校の名誉が傷つくことを極端に恐れている。「小学校からやり直せ!」という言葉を口癖のように発するが、これが元で3年3組生徒25人集団脱走事件につながってしまう。
- 幸田睨 - 岸田森
杉並八中教頭。「わかってない!」という言葉が口癖で、校長の片腕であることを自認しながらも、常に校長の座を狙っている。反抗する者は断固許さないという考えから、脱走した生徒たちをどこまでも追いかけることになるが、その追跡の際には毎回奇妙な変装を行う習癖がある。しかし、なぜ変装するのかという理由は劇中で明らかにされていない。最終回では一流高校への進学を目指す残留生徒グループを連れて、脱走生徒を必ず連れて帰るという「毒をもって毒を制す」作戦に出る。
- 山崎豊 - 今井健二
杉並八中の生活指導担当。どんな不良生徒も彼に睨まれると震え上がると言われている。教頭の幸田とは常に張り合っている。情熱家で、体罰に異常な関心を持っている。
- 尾崎光 - ハナ肇
杉並八中PTA会長。教育熱心で地域の有力者でもある。優等生の息子がいる。生徒たちの集団脱走事件には強硬な姿勢で臨み、生徒の父兄たちには叱咤激励して回っている。
- 美川涼子 - 樋口可南子
三太郎の憧れの存在で、通称「マドンナ」。彼女もまた三太郎にある種の関心を寄せている。警察の剣道師範であるが、これ以外のことはは全て謎となっている。毎回異なるファッションで決めているが、これは山本寛斎のデザインによる洋服である。
- ディスクジョッキー - ふとがね金太
頼れる兄貴のような存在で小・中学生を中心に人気がある深夜ラジオのDJ。杉並八中3年3組の集団脱走事件を聞きつけて、自身の番組『サウンドパンチ』の「杉並八中3年3組コーナー」を通じて3年3組の生徒たちを積極的に支援するようになる。3年3組の生徒たちにとって最大の味方でもあり、彼のラジオが情報源にもなっている。
- 大野 - 林ゆたか
ふとがね金太のラジオ番組のディレクター。集団脱走事件に関心を持ってふとがねと共にラジオで支援をしようとする。一方で、この事件の反響の大きさから「してやったり」とも思っている。
- X（エックス） - 演:山村哲夫・声:吉田日出子
3年3組の生徒たちの旅に同行する謎の生き物（着ぐるみ）。最終回で3年3組の生徒たちが中学校への帰還を決意すると同時に消滅する。
- ナレーション - 吉田日出子
- 生徒

- 田村ノボル - 安藤一人
- 海野十五 - 高橋克典
- 川上杉作 - 遠藤義徳
- 小林牛太 - 大野貴保
- 遠山充 - 長谷川裕二
- 犬山大学 - 土屋到
- 安田明 - 高瀬吉安
- 谷繁 - 小野寺嗣夫
- 曾根大介 - 関口雅一
- 原芳雄 - 立石昌明
- 東隆盛 - 上野隆盛
- 福永力 - 窪田尚史
- 野村一郎 - 野竹俊章
- 橋本直 - 小山俊彦
- 綱島五郎 - 黒須泰嘉
- 井口和幸 - 鈴木章弘
- 大下孝子 - 柿崎澄子
- 横井みどり - 冨永みーな
- 江戸川ユカ - 早瀬優香子
- 花村京子 - 比企理恵
- 神幸子 - 山添三千代
- 星八百子 - 河端未和
- 関春美 - 長谷川純代
- 町野和子 - 井上結花子
- 名川忍

- 生徒の親

- 高原駿雄
- 犬山大学の父 - 梅津栄
- 近藤宏
- 長谷川弘
- 村松克己
- 斉藤晴彦
- 高橋明
- 小篠一成
- 丸林昭夫
- 山中康司
- 井上由起夫
- 白川和子
- 小林牛太の母 - 関弘子
- 星八百子の母 - 長谷川待子
- 入江若葉
- 亀井光代
- 市川夏江
- 新橋耐子
- 寺島信子
- 板倉加代子
- 矢野泰子
- 山田珠真子
- 大原穣子

出典：

## 放送日時
- 本放送 
  - 1980年10月4日 - 1980年11月22日 毎週土曜 20:00 - 20:54

第1 - 5回および最終回となる第9回の計6回が放送され、第6 - 8回は未放映となった。
- 未放映分放送
  - 1981年3月9日 - 1981年3月12日 月 - 木曜 24:35 - 25:28、3月13日 金曜 24:55 - 25:48

1981年3月9日には第1回が再放送され、その後に未放映分の第6 - 8回が放送、最終話の再放送が行われた3月13日のみ、放送時間が前日より20分遅くなった。

## サブタイトル
| 各回   | 初回放送日      | サブタイトル                       | 脚本     | 演出          | 視聴率 | ゲスト                                                      |
| ------ | --------------- | ---------------------------------- | -------- | ------------- | ------ | ----------------------------------------------------------- |
| 第1回  | 1980年 10月4日  | 大脱走! みんなで逃げればこわくない | 佐々木守 | 倉内均        | 5.3%   | 伊東四朗                                                    |
| 第2回  | 1980年 10月11日 | ちょっと待て! ムリな結婚ケガのもと | 佐々木守 | 倉内均        | 2.6%   | 宮口精二、北見治一、袋正、中吉卓郎、鹿股裕司                |
| 第3回  | 1980年 10月18日 | SOS! 白骨樹林の大遭難              | 山田正弘 | 高村裕        | 2.6%   | 浜村純                                                      |
| 第4回  | 1980年 11月1日  | 先生も 生徒がいなけりゃタダの人    | 橋本治   | 浦谷年良      | 3.5%   | 緑魔子、安部徹、若宮大祐、汐路章                            |
| 第5回  | 1980年 11月15日 | 新入部員募集! 校内暴力部           | 佐々木守 | 高村裕        | 2.4%   | 山口美也子、安達博、江角英明、 横山あきお、松尾悟           |
| 第6回  | 1981年 3月10日  | カモネギだ この快感がケガのもと!   | 山田正弘 | 浦谷年良      | ?%     | 東八郎、森川正太、ベンガル、 森塚敏、市原清彦、渡辺知子     |
| 第7回  | 1981年 3月11日  | 幽霊達の修学旅行 京都で笑え!       | 佐々木守 | 倉内均        | ?%     | 本山可久子、柄本明、近藤準、山際忠晴                        |
| 第8回  | 1981年 3月12日  | 我は湖の子 さすらいの              | 佐々木守 | 高村裕        | ?%     | 寺田農、絵沢萠子、坂本長利、 阿部希郎、沢柳迪子             |
| 最終回 | 1980年 11月22日 | 仰げば尊し 我が師の恩              | 佐々木守 | 倉内均 高村裕 | 2.2%   | 陶隆司、生田智子、増田康好、 船木浩行、伊東好久、沢木由里子 |

- 視聴率は関東地方のもの（ビデオリサーチによる）
  - 1980年10月25日は長嶋茂雄巨人監督解任特番のため休止。
  - 1980年11月8日は山口百恵引退特番のため休止。

## スタッフ
- プロデューサー - 佐藤利明、鶴野徹太郎、白井博
- 脚本 - 佐々木守、橋本治、山田正弘
- 音楽 - 越部信義
- 主題歌 - オール・ジャパン・デビル・バンド「パラダイス・コネクション」(OP) / 「トゥモロー」(ED)
- キャラクター・デザイン - 黒鉄ヒロシ
- 演出 - 倉内均、高村裕、浦谷年良
- 製作 - テレビマンユニオン

## コミカライズ
- 「小学六年生」（小学館）1980年12月号付録「小六TVコミック」に、今道英治によってコミカライズ版が読み切り掲載された。